# 姒朝琯
姒朝琯，四川泸州人，清朝政治人物。
鄉試中舉。道光八年（1828年）至道光九年（1829年），擔任利川知县。